# Торій

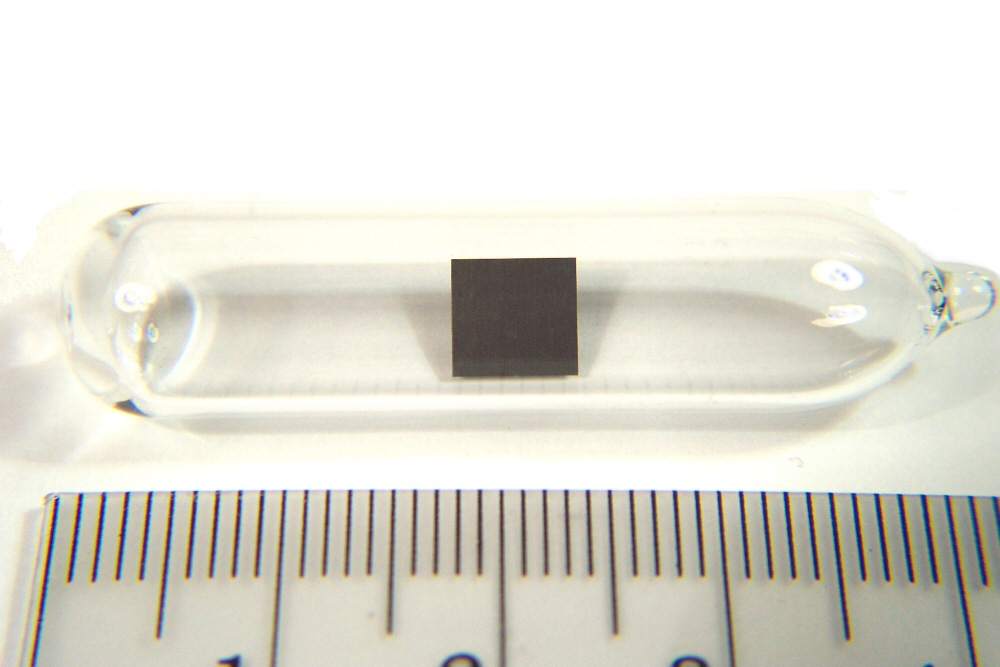
Торій

То́рій (лат. Thorium) — слаборадіоактивний хімічний елемент, має символ Th та атомний номер 90, є першим членом сімейства актиноїдів, що входять до III групи періодичної системи Менделєєва; сріблясто-білий пластичний метал,  помірно м'який, ковкий і має високу температуру плавлення. На повітрі тьмяніє оливково-сірим, утворюючи діоксид торію. Торій — це електропозитивний актиноїд, хімічний склад якого характеризується ступенем окиснення +4; він досить реакційноздатний і може займатися на повітрі при дрібному подрібненні.
Усі відомі ізотопи торію нестабільні. Природний торій містить один ізотоп 232Th  — це найстабільніший ізотоп, що має період напіврозпаду 14,05 мільярдів років, або приблизно вік Всесвіту; він дуже повільно розпадається шляхом альфа-розпаду, починаючи ланцюг розпаду, який називається торієвим рядом, що закінчується на стабільному 208Pb. На Землі торій та уран є єдиними елементами, які не мають стабільних або майже стабільних ізотопів, але все ще зустрічаються в природі у великих кількостях як первісні елементи. За оцінками, торій міститься в земній корі більш ніж утричі більше, ніж уран, і його переважно очищують з монацитових пісків як побічний продукт видобутку рідкісноземельних елементів.
Стійкий до окиснення в чистому вигляді, але повільно тьмяніє із часом — до темного кольору, а на повітрі при кімнатній температурі окиснюється трохи, вкриваючись захисною плівкою. При температурі вище 400 °C окиснюється швидко. ThO2 — єдиний оксид, який плавиться вище 3200 °C і має високу хімічну стійкість.
З водою взаємодіє повільно. На холоді легко деформується. Від чистоти торію сильно залежать механічні властивості, наслідком чого є те, що межа міцності при розтягуванні торію варіює від 150 до 290 Мн/м² (15-29 кгс/мм²), твердість за Бринелем від 450 до 700 Мн/м² (45-70 кгс/мм²). Конфігурація зовнішніх електронів атома Th 6d 27s2.
Радіоактивність — основна причина цікавості до торію, оскільки цей тугоплавкий, але не міцний і нестійкий до корозії метал, одразу після відкриття не становив інтересу як конструкційний матеріал.

## Історія
1828 року видатному шведському хіміку І. Я. Берцеліусу надіслали рідкісний мінерал, який тепер називають торитом (ThSiO4). Видатний хімік виділив оксид (торит містить до 77 % ThO2) і впевнившись, що це окис нового елемента, надав йому назву торій на честь наймогутнішого скандинавського божества Тора.
Відновивши калієм фтористу сполуку нового елемента, Берцеліус отримав сірий металічний порошок, як пізніше з'ясувалося — дуже забруднений домішками. Ці домішки призвели до цілої низки помилок під час опису властивостей торію.
Чистий препарат торію було отримано лише 1882 року іншим видатним шведським хіміком — Ларсом Фредериком Нільсоном.
У 19 столітті застосування торію обмежувалося тільки його оксидом (ThO2). Ця сполука з температурою плавлення 3300 °C — найвищою серед усіх оксидів. Спочатку з нього пробували робити тиглі для виплавки матеріалів, але, попри тугоплавкість, ця речовина розчиняється в деяких металах і, таким чином, забруднює їх. Поширення набули сітки з оксиду торію в газових ліхтарях, які в ті часи (за відсутності електричного освітлення) були основним джерелом світла на вулицях міст.
1898 року Марія Склодовська-Кюрі та, незалежно й майже одночасно з нею, німецький вчений Ґергард Шмідт виявили радіоактивність торію.
Глибокі досліди радіоактивності торію вже спочатку дали неочікувані результати. У той час як радіоактивність урану була постійною та не залежною від будь-яких зовнішніх факторів, радіоактивність торію відрізнялася дивною непостійністю. Двоє тоді ще молодих професорів університету Мак-Гілла в Монреалі — Ернест Резерфорд та Роберт Оуенс — на початку робіт із торієм були дуже здивовані, коли після ретельного провітрювання приміщення радіоактивність торію стала майже непомітною.
Вони висунули природне припущення, що під час розпаду утворюється радіоактивний газ. Він отримав назву еманація торію або торон, його було вивчено й наразі він відомий як ізотоп радону 220Rn.
Невдовзі в тій же лабораторії Фредерік Содді виділив із розчину торієвої солі ще один новий радіоактивний продукт торій-X. Його знаходили скрізь, де був торій, але після відокремлення інтенсивність його випромінювання швидко падала. Менш ніж за чотири дні вона зменшувалася вдвічі й продовжувала зменшуватися надалі у повній відповідності з геометричною прогресією. Так у фізику увійшло поняття період напіврозпаду.
Пізніше було встановлено, що торій-X являє собою ізотоп радію 224Ra з порівняно коротким часом життя (3,6 доби).

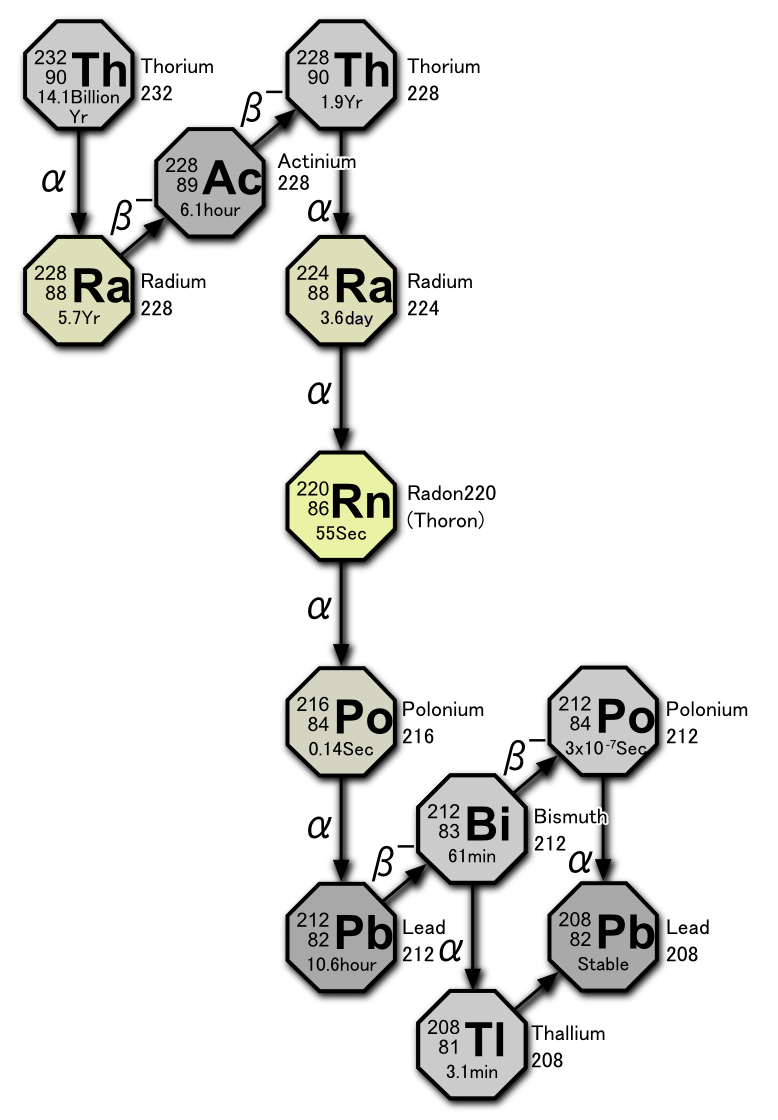
Послідовність розпадів у ряду торію

Вивчивши численні продукти перетворень торію, Резерфорд встановив зв'язок між ними та на підставі цих досліджень 1903 року запропонував схему послідовних розпадів радіоактивного ряду торію.

## Розповсюдження
Чотири п'ятих торію, що був присутній під час формування Землі, збереглися дотепер. 232Th – єдиний ізотоп торію, що зустрічається у великій кількості в природі. Його стабільність пояснюється замкнутою ядерною підоболонкою зі 142 нейтронами.
Торій є типовим елементом у верхній частині земної кори, в гранітному шарі і в осадовій корі, де його вміст в середньому становить відповідно 1,8×10−3 % і 1,3×10−3 % за масою. Торій є відносно мало мігруючим елементом; в основному він бере участь у магматичних процесах, накопичується в гранітах, лужних породах і пегматитах. Здатність до концентрації слабка. Відомо 12 самородних мінералів торію, включаючи монацит, циркон, уранініт, апатит, ортит та ін. Основним промисловим джерелом торію є монацитові родовища (розсипи; морські та континентальні). Монацит є найважливішим комерційним джерелом торію, оскільки він зустрічається у великих родовищах по всьому світу, головним чином в Індії, Південній Африці, Бразилії, Австралії та Малайзії. Він містить в середньому близько 2,5% торію, хоча деякі родовища можуть містити до 20%. Загалом формулу монациту пишуть як (Ce,La)PO4, але крім церію та лантану монацит містить багато рідкоземельних елементів. У деяких родовищах вміст оксиду торію може сягати чверті. Крім ториту (ThSiO4) мінералом торію є також ‘’торіаніт‘’ (Th,U)O2, що містить від 45% до 93% ThO2. Два надзвичайно рідкісні мінерали, такі як торит (ThSiO4) та ‘’торіаніт‘’ (Th,U)O2, що містить від 45% до 93% ThO2, є також мінералами торію, і хоча вони мають промислове значення, іх частка у виробництві торію незначна. 
Природні води містять дуже мало торію: 2-10-9% у прісній воді та 1-10-9% у морській. Він дуже мало мігрує в біосфері і в гідротермальних розчинах.
Торій зустрічається лише як незначний компонент більшості мінералів, і з цієї причини раніше вважався рідкісним.
Найвідоміше родовище ураноторіаніту розташоване на острові Мадагаскар.

Власне торієві родовища невідомі. Торій видобувають супутно під час переробки комплексних руд рідкісних елементів, основна маса його залягає в прибережно-морських монацитових розсипах Австралії, Індії, Бразилії, Малайзії.
Рідкіснометалічні родовища Th відомі в ендогенній, екзогенній і метаморфогенній серіях. Серед ендогенних утворень до торієвмісних належать деякі магматичні (Скандинавський щит), карбонатитові (Маунтін Пасс, США), пегматитові (Банкрофт, Канада), альбітитові (Джонс, Нігерія), гідротермальні (Стінкампськрааль, ПАР; Шаудерхорн, США і інш.) родовища. У серії екзогенних утворень домінують алювіальні, пролювіальні і особливо латеральні (прибережно-океанічні) як сучасні, так і древні розсипи торієвмісного монациту, що містять головні запаси цього металу. Серед метаморфогенних можуть бути згадані металоносні конгломерати, наприклад, Вітватерсранда (ПАР), в яких присутній ураноторит, або Еліот-Лейк (Канада) з торієвмісними бранеритом і монацитом. Найвідоміше родовище ураноторіаніту розташоване на острові Мадагаскар.

## Отримання
Низький попит робить діючі шахти для видобутку лише торію неприбутковими, і його майже завжди видобувають разом з рідкісноземельними елементами, які самі по собі можуть бути побічними продуктами виробництва інших мінералів. Поточна залежність від монациту для виробництва зумовлена тим, що торій здебільшого виробляється як побічний продукт; інші джерела, такі як торит, містять більше торію і можуть бути легко використані для виробництва, якщо попит зросте. Сучасні знання про розподіл ресурсів торію недостатні, оскільки низький попит призвів до відносно незначних розвідувальних зусиль. У 2014 році світове виробництво концентрату монациту, з якого видобуватимуть торій, становило 2700 тонн.
Більшість бінарних сполук торію з неметалами можна отримати шляхом нагрівання елементів разом.  На повітрі торій згорає, утворюючи ThO2, який має структуру флюориту. Діоксид торію — це тугоплавкий матеріал з найвищою температурою плавлення (3390 °C) серед усіх відомих оксидів. Він дещо гігроскопічний і легко реагує з водою та багатьма газами; він легко розчиняється в концентрованій азотній кислоті у присутності фториду.
Виділення торію з монацитових руд є надзвичайно складним. Це зумовлено тим, що мінерал містить рідкісноземельні метали, які дуже подібні до торію та між собою за хімічними властивостями. Наразі для цього використовують екстракцію. Найчастіше це роблять за допомогою трибутилфосфату.
Звичайний шлях виробництва торію включає концентрування торієвих мінералів; екстракцію торію з концентрату; очищення торію; та (необов'язково) перетворення на сполуки, такі як діоксид торію.
Існує дві категорії торієвих мінералів для видобутку торію: первинні та вторинні. Первинні родовища зустрічаються в кислих гранітних магмах та пегматитах. Вони концентровані, але невеликого розміру. Вторинні родовища зустрічаються в гирлах річок у гранітних гірських регіонах. У цих родовищах торій збагачений разом з іншими важкими мінералами. [ 50 ] Початкова концентрація залежить від типу родовища.
Для первинних родовищ вихідні пегматити, які зазвичай отримують шляхом видобутку корисних копалин, розділяють на дрібні частини, а потім піддають флотації. Карбонати лужноземельних металів можуть бути видалені після реакції з хлористим воднем; потім слідують згущення, фільтрація та кальцинація. Результатом є концентрат із вмістом рідкісноземельних елементів до 90%. Вторинні матеріали (такі як прибережні піски) піддаються гравітаційному розділенню. Далі йде магнітне розділення за допомогою серії магнітів зі зростаючою силою. Монацит, отриманий цим методом, може мати чистоту до 98%. [
Промислове виробництво у 20 столітті спиралося на обробку гарячою концентрованою сірчаною кислотою в чавунних резервуарах з подальшим селективним осадженням шляхом розведення водою, як і на наступних етапах. Цей метод спирався на специфіку техніки та розмір зерна концентрату; було запропоновано багато альтернатив, але лише одна виявилася економічно ефективною: лужне розкладання гарячим розчином гідроксиду натрію. Це дорожче, ніж оригінальний метод, але дає вищу чистоту торію; зокрема, він видаляє фосфати з концентрату.
Монацит (головним чином фосфати різних рідкоземельних елементів) є найважливішим комерційним джерелом торію, оскільки він зустрічається у великих родовищах по всьому світу, тому торій добувається головним чином з монацитових концентратів. Промислове значення мають два способи розкриття (розкладання) таких концентратів:
1. кислотне травлення концентрованою сірчаною кислотою при 200 °С (сульфатизація);
2. лужне травлення при 140 °С.

Кислотне травлення
Кислотне розкладання — це двостадійний процес, що включає використання до 93% сірчаної кислоти при температурі 210–230 °C. Спочатку додають сірчану кислоту в кількості понад 60% від маси піску, що згущує реакційну суміш у міру утворення продуктів. Потім додають димлячу сірчану кислоту і суміш витримують при тій самій температурі ще п'ять годин, щоб зменшити об'єм розчину, що залишається після розведення. Концентрацію сірчаної кислоти вибирають на основі швидкості реакції та в'язкості, які збільшуються з концентрацією, хоча в'язкість уповільнює реакцію. Підвищення температури також прискорює реакцію, але слід уникати температур 300 °C і вище, оскільки вони спричиняють утворення нерозчинного пірофосфату торію. Оскільки розчинення є дуже екзотермічним, монацитовий пісок не можна додавати до кислоти занадто швидко. І навпаки, при температурах нижче 200 °C реакція відбувається недостатньо швидко, щоб процес був практичним. Щоб уникнути утворення осадів, які б блокували реакційноздатну поверхню монациту, маса використаної кислоти повинна бути вдвічі більшою за масу піску, замість 60%, як очікується за стехіометрією. Потім суміш охолоджують до 70 °C і розбавляють об'ємом холодної води, що вдесятеро перевищує її об'єм, так що будь-який залишок монациту опускається на дно, а рідкісноземельні елементи та торій залишаються в розчині. Торій потім можна відокремити, осадивши його у вигляді фосфату при pH 1,3, оскільки рідкісноземельні елементи не випадають в осад, доки pH не досягне 2. 
Лужне травлення
Лужне розщеплення проводять у 30–45% розчині гідроксиду натрію при температурі близько 140 °C протягом приблизно трьох годин. Занадто висока температура призводить до утворення погано розчинного оксиду торію та надлишку урану у фільтраті, а занадто низька концентрація лугу призводить до дуже повільної реакції. Ці умови реакції досить м'які та вимагають монацитового піску з розміром частинок менше 45 мкм. Після фільтрації фільтрувальний осад містить торій та рідкісноземельні елементи у вигляді гідроксидів, уран у вигляді діураната натрію та фосфат у вигляді тринатрійфосфату. При охолодженні нижче 60 °C кристалізується декагідрат тринатрійфосфату; домішки урану в цьому продукті збільшуються зі збільшенням кількості діоксиду кремнію в реакційній суміші, що вимагає перекристалізації перед комерційним використанням. Гідроксиди розчиняють при 80 °C у 37% соляній кислоті. Фільтрація решти осадів з подальшим додаванням 47% гідроксиду натрію призводить до осадження торію та урану при pH близько 5,8. Слід уникати повного висихання осаду, оскільки повітря може окислювати церій зі ступеня окиснення +3 до +4, а утворений церій(IV)  
може вивільняти вільний хлор із хлоридної кислоти. Рідкісноземельні елементи знову випадають в осад при вищому pH. Осади нейтралізуються вихідним розчином гідроксиду натрію, хоча більшу частину фосфату спочатку необхідно видалити, щоб уникнути осадження рідкісноземельних фосфатів. Для відділення торію та урану також можна використовувати екстракцію розчинником, розчиняючи отриманий фільтрувальний осад у азотній кислоті. Присутність гідроксиду титану є шкідливою, оскільки він зв'язує торій і запобігає його повному розчиненню.
Очищення
Високі концентрації торію необхідні в ядерних застосуваннях. Зокрема, концентрації атомів з високими поперечними перерізами захоплення нейтронів повинні бути дуже низькими (наприклад, концентрації гадолінію повинні бути нижчими за одну мільйонну частину за вагою). Раніше для досягнення високої чистоти використовували багаторазове розчинення та перекристалізацію. Сьогодні використовуються процедури екстракції рідким розчинником, що включають селективне комплексоутворення Th4+. Наприклад, після лужного розщеплення та видалення фосфату отримані нітратокомплекси торію, урану та рідкісноземельних елементів можна розділити екстракцією трибутилфосфатом у гасі.

## Застосування
Завдяки постійній швидкості радіоактивного розпаду та наявності у речовині материнських та дочірніх ізотопів торій використовують для виміру геологічного віку порід та скам'янілостей. Відповідну ідею висловив П'єр Кюрі 1904 року.
Також торій використовують:
- в авіаційно-космічному конструюванні як легуючий елемент для магнію, що помітно збільшує міцність та жаростійкість його сплавів, які набули значення в реактивній авіації й ракетній техніці.
- для легування вольфраму, що поліпшує його структуру. Додавання 0,8–1 % ThO2 до вольфраму стабілізує структуру ниток ламп розжарювання (нитки розжарювання ламп, електроди)
- як каталізатор у процесах крекінгу нафти, виробництва азотних добрив та органічного синтезу.
- як добавка до скла, що збільшує показник його заломлення та зменшує дисперсію. Це мало застосування у високоякісних лінзах для фотокінокамер та наукових інструментів, але такі об'єктиви давно зняті з виробництва.
- Металевий торій використовується в торієвих реакторах.
- Торій досі використовується як легуючий елемент у електродах для TIG-зварювання, але його поступово замінюють у цій галузі іншими складами.

### Використання як ядерного палива
Торій не може бути ядерним паливом безпосередньо. Але під дією нейтронів (наприклад, у ядерних реакторах) відбуваються такі ядерні реакції:
- 232Th + n → 233Th → 233Pa + e-
- 233Pa → 233U + e-

Отриманий ізотоп урану 233U є чудовим ядерним пальним, яке за деякими показниками перевищує традиційний 235U.

## Біологічна роль
Біологічної ролі торій не має, у біосфері не зустрічається. Якщо потрапляє до шлунку людини (у звичайному вигляді та у вигляді більшості сполук), то виводиться з організму. Небезпечним є потрапляння до складу крові.